# Phillip Rhee
Phillip Rhee, właściwie Minhi Y. Rhee (ur. 7 września 1960 w Seulu) − amerykański aktor filmowy i kaskader. 

## Życiorys
Urodził się w Seulu, w Korei Południowej w rodzinie koreańsko-amerykańskiej jako drugi syn Rhee Min-hui, byłego prezydenta Koreańskiej Federacji Amerykańskiej. Jego brat Simon Rhee to kaskader hollywoodzki. Wychowywał się w San Francisco, Kalifornii. Rozpoczął trening sztuk walki, gdy miał zaledwie cztery lata. Zdobył szósty dan taekwondo, trzeci dan w hapkido i pierwszy dan w kendo. Od najmłodszych lat zdecydował się na pracę na planie filmowym. Zainspirował go jego wujek, odnoszący sukcesy reżyser kinematografii w Korei Południowej, aby rozpocząć karierę filmową.
W 1977 wystąpił jako strażnik doktora Klahna w komedii Johna Landisa The Kentucky Fried Movie. Stał się znany jako producent i odtwórca roli Tomiego Lee w sensacyjnym dramacie sportowym Najlepsi z najlepszych (1989) u boku Erika Robertsa, Jamesa Earla Jonesa i Chrisa Penna, a także trzech sequelach: Najlepsi z najlepszych 2 (1993), Najlepsi z najlepszych III: Bez odwrotu (1995) i Najlepsi z najlepszych 4: Bez ostrzeżenia (1998).